# DLF Seeds
DLF Seeds A/S (tidligere DLF Trifolium A/S) er en dansk multinational frøproducent. Virksomheden er specialiseret i frø til landbrug, havebrug og sportsbrug. De har hovedkvarter i Roskilde og har afdelinger i ca. 20 lande, mens deres produkter eksporteres til over 100 lande. DLF er markedsledende indenfor fodergræs og plænegræs med en markedsandel på 50 % i Europa og 30 % globalt set. DLF har leveret græsfrø til større sportsbegivenheder, hvilket inkluderer UEFA Champions League, VM i fodbold og sommer-OL. Selskabet ejes af 2.800 danske frøavlere igennem DLF AMBA og de har over 2.000 ansatte.
DLF Seeds har delejerskab i læggekartoffelproducenten Danespo og roefrøproducenten DLF Beet Seed.

## Historie
A/S Dansk Frøhandel (Trifolium-Silo) blev etableret i 1900, skiftede navn til DLF Trifolium A/S i 1989, og til DLF Seeds A/S i 2015. Dansk Landbrugs Frøselskab AMBA stiftet i 1906 har en ejerandel på  90% af aktierne i DLF Seeds.